# Groots Indonesië Vereniging
De Groots Indonesië Vereniging(-partij) (Indonesisch: (Partai) Persatuan Indonesia Raya, PIR) was een politieke partij in Indonesië in de jaren 50 van de 20e eeuw.
De partij werd in 1948 opgericht door leden van de Indonesische Nationale Partij (PNI), omdat zij het oneens waren met de toenemende verschuiving naar links van die partij. De voorzitter van de PIR werd Wongsonegoro.
In 1954 brak de PIR in twee fracties, geleid door respectievelijk Wongsonegoro en Hazairin, die op dat moment minister van Binnenlandse Zaken was in het kabinet-Ali Sastroamidjojo I. Bij de verkiezingen van 1955 deden de twee fracties mee als "PIR-Wongsonegoro" en "PIR-Hazairin". De twee partijen behaalden beide één zetel in de Volksvertegenwoordigingsraad en twee zetels in de Konstituante.
Na het begin van de geleide democratie in 1959 is de PIR een stille dood gestorven.

## Verkiezingsresultaten
| Jaar                | Fractie          | Stemmen | Percentage | Zetels  |
| ------------------- | ---------------- | ------- | ---------- | ------- |
| 1955 (DPR)          | PIR-Wongsonegoro | 178.481 | 0,47%      | 1 / 257 |
| 1955 (DPR)          | PIR-Hazairin     | 114.644 | 0,30%      | 1 / 257 |
| 1955 (Konstituante) | PIR-Wongsonegoro | 162.420 | 0,43%      | 2 / 514 |
| 1955 (Konstituante) | PIR-Hazairin     | 101.509 | 0,27%      | 2 / 514 |